# 皮斯卡蒂拉山
15°32′13″S 70°33′02″W / 15.53694°S 70.55056°W
皮斯卡蒂拉山（Phisqa Tira），是秘魯的山峰，位於該國南部普諾大區，由帕拉蒂亞區和聖盧西亞區負責管轄，屬於安地斯山脈的一部分，海拔高度5,000米。